# Fasatura di distribuzione

Ciclo termico di un motore 4T
1=PMS
2=PMI
A: Aspirazione
B: Compressione
C: Espansione
D: Scarico

La fasatura (o fase) viene intesa come sequenza di ottimale apertura delle varie valvole di un motore a quattro tempi e si basa sulla sincronia tra l'albero a camme e l'albero motore. Questa sincronia si ottiene con catena, con cinghia o con ingranaggi.

## Tipo di fasatura
La fasatura di distribuzione può essere di due tipi:

### Fasatura fissa
Questo tipo di fasatura è caratterizzato da un albero a camme tradizionale la cui posizione angolare viene definita in fase di progetto per assicurare la coppia massima in un certo punto di funzionamento.  Con questo sistema non risulta possibile posticipare o anticipare l'apertura e la chiusura delle valvole a seconda del regime. Questo tipo di fasatura è parte della distribuzione classica, utilizzata per anni nei motori ad accensione comandata dove per variare il comportamento del motore era necessario sostituire l'albero a camme. La fasatura fissa è un sistema semplice ed è stato spesso usato nelle competizioni data la sua compattezza e semplicità. Per via dei limiti più stringenti riguardo alle emissioni inquinanti, molti produttori sono passati sui loro motori da un sistema a fasatura fissa a uno a fasatura variabile per aumentarne l'efficienza in un numero maggiore di condizioni di funzionamento.

### Fasatura variabile
Un motore a fasatura variabile ha uno schema di distribuzione che varia al variare dei regimi. Generalmente si utilizzano degli ausili idraulici o speciali alberi a camme che in determinate condizioni o modificano la fasatura o il numero di valvole che lavorano, consentendo di ottimizzare le prestazioni e i consumi (riducendo quindi anche l'inquinamento). Un altro motivo per cui si può utilizzare questa tecnologia è per permettere un comportamento differenziato del motore, in modo che fino a un determinato numero di giri o impostazione elettronica ad esempio si abbia un comportamento "dolce" e oltre un certo regime un comportamento sportivo.

#### Tipo di controllo
La modifica della fasatura può avvenire per:
- Rotazione dell'albero a camme, con questo tipo di controllo si riesce a spostare la fasatura senza però ridurne l'ampiezza.
  - Ingranaggio a doppia dentatura, in questo caso si utilizza un ingranaggio interposto dentro l'ingranaggio che viene mosso dalla distribuzione e ha la possibilità di scorrere sull'albero di distribuzione. Tale ingranaggio per far sì che trasmetta il moto è dotato di una doppia dentatura, la quale può essere del tipo elicoidale esterna e dritta interna (o invertita), oppure può avere entrambe le dentature del tipo elicoidale, ma con un verso di elica opposto tra esterno ed interno.
  - Variatore idraulico, i sistemi più moderni utilizzano tale sistema in quanto riduce gli attriti di commutazione della fase.

- Variazione dell'effetto delle camme, si attuano delle soluzioni in modo tale che la camma agisca di più o di meno sulla valvola a fungo e quindi di poter variare l'ampiezza della fasatura e sull'apertura delle valvole.
  - Camme doppie, si utilizzano più camme per l'azionamento delle valvole dello stesso lato; queste camme hanno profili diversi, e a seconda della situazione, grazie a un sistema interposto tra i lobi e le valvole, si avrà un azionamento da parte della camma meno pronunciata o più pronunciata.
  - Bilanciere, si utilizza una sola camma, ma si utilizza un bilanciere per l'azionamento delle valvole, il quale viene regolato da un secondo sistema a lobi, il che permette l'aumento o la diminuzione dell'effetto dei lobi del sistema di distribuzione.
  - Camme disinseribili, si utilizzano delle camme che possono scorrere lungo l'asse dell'albero a camme grazie a un sistema pilotato, permettendo la variazione della fasatura o il bloccaggio in posizione chiusa delle valvola, facendo funzionare il motore con un numero inferiore di cilindri.

#### Strategie per la regolazione della fasatura
- EIVC (early intake valve closing): sistema che mira a ridurre le perdite per pompaggio anticipando la chiusura della valvola di aspirazione al calare del carico. Con l'EIVC possiamo controllare la massa di aria entrante nel cilindro non solo tramite il corpo farfallato, ma anche con la fasatura, ammettendo la giusta quantità di aria senza passare per la perdita di carico della farfalla.
- LEVC (late exhaust valve closing): sistema analogo all'EIVC che mira alla regolazione del carico ma che in questo caso, invece che ridurre solamente la massa di aria chiudendo anticipatamente la valvola, va a riempire parte del cilindro con gas combusti della combustione precedente (EGR) riducendo la carica di aria fresca aspirabile. Questa attuazione è realizzabile con un ritardo nella chiusura della valvola di scarico.

#### Sistemi di fasatura variabile
Fu l'Alfa Romeo a inventare tale sistema e a mettere sul mercato nel 1980 la prima auto con motore a fasatura variabile. Oggi esistono vari sistemi di fasatura:
- AVCS e AVLS sono sistemi progettati da Subaru
- CamTronic è un sistema progettato da Daimler AG
- DVT è un sistema progettato da Ducati[1]
- MIVEC è un tipo di sistema progettato da Mitsubishi
- Shut off è un sistema che permette di non azionare alcune valvole tramite lo scorrimento delle camme lungo l'albero stesso, permettendo di far funzionare il motore con meno cilindri[2]
- SR-VVT (Suzuki Racing Variable Valve Timing System), sistema della Suzuki utilizzato nel motomondiale, dove un sistema a sfere e molle a tazza, tramite delle guide ricavate sull'ingranaggio dell'albero a camme, permette la traslazione progressiva dello stesso[3]
- S-VT, è un tipo di sistema progettato da Mazda
- Variatore di fase Alfa Romeo è un sistema di variazione fasatura valvole progettato da Alfa Romeo, il primo adoperato in un'autovettura di produzione di serie
- VANOS e Valvetronic, sono sistemi progettati da BMW
- VCT è un sistema progettato da Ford
- VVC è un sistema progettato da Rover
- VarioCam e VarioCam Plus sono sistemi progettati da Porsche
- VFD è un sistema di variazione fasatura valvole progettato da FIAT, come il Multiair, che permette di variare qualsiasi parametro dell'apertura delle camme.
- VTEC è un sistema progettato da Honda e prodotto in molte varianti, tra cui il 3-stage VTEC
- VVA (Variable Valve Actuation), sistema di Yamaha, che tramite un attuatore modifica l'azione dei bilancieri e delle camme che agisce sulla sua rotazione[4]
- VVL, N-VCT, CVTC e VVEL sono sistemi progettati da Nissan
- VVT-i e VVT-iE sono sistemi progettati da Toyota

Da questi sistemi, relativamente simili e figli del variatore di fase Alfa Romeo, si differisce in modo sostanziale il sistema MultiAir di FIAT/FPT. Questo sistema di controllo automatico, privo di valvola a farfalla, permette di avere la medesima flessibilità di un sistema camless in un sistema a camme; permette un controllo totale delle valvole. Si tratta di una soluzione innovativa non ancora interpretata da altri costruttori.

## Regolazione della fasatura
La fasatura si può regolare in modo che l'apertura/chiusura avvenga in momenti diversi, operando in vari modi:

### Modificando il collegamento
Questo tipo d'intervento, fa sì che venga sfalsata l'intera fasatura, in modo che questa risulti maggiormente anticipata o posticipata in egual modo a ogni regime rispetto a quella standard.
Per far ciò è sufficiente spostare in anticipo o posticipo l'albero a camme rispetto all'organo di giunzione con l'albero motore,
questa modifica è più o meno facile da effettuare a seconda del sistema che si ha per la sincronizzazione dell'albero a camme con l'ingranaggio che la pilota che può essere:
- Fori asolati: i fori presenti sull'ingranaggio d'accoppiare sull'albero sono asolati, in modo da poter variare facilmente e velocemente la fasatura
- Chiavetta di Woodruff sfalsata, l'ingranaggio viene accoppiato tramite questa chiavetta, oppure ogni lobo è provvisto di una chiavetta propria
- Nonio o Verniero, prevede l'unione dell'albero all'ingranaggio tramite dei fori presenti su entrambi, ma che hanno numero diversi tra loro (20 a 19, ecc...)

### Sostituendo l'albero a camme
Questo tipo d'intervento è il più costoso, ma si ottiene una migliore regolazione della fasatura, infatti permette:
- Regolare l'ampiezza della fasatura, il lobo può essere più esteso, mantenendo aperta più a lungo la valvola
- Spostare la fasatura, il lobo può essere spostato rispetto all'originale, quindi avere il centro della fase centrale d'apertura della valvola più anticipato o posticipato
- Regolare l'apertura massima della valvola, si possono utilizzare dei lobi più pronunciati, che aumentano l'apertura della valvola

## Misurazione della fasatura
La misurazione della fasatura può essere necessaria per controllare il corretto sincronismo della distribuzione, dell'usura delle camme e dell'appropriatezza delle stesse per determinati utilizzi. Questa misurazione viene fatta tramite un disco goniometrico applicato all'albero motore: facendo ruotare l'albero si  rileva a quale angolo avviene l'apertura e la chiusura delle valvole, a partire da un gioco valvola di 0,1 mm o 1 mm, questo parametro fa variare in modo consistente sia la durata della fasatura, sia l'inizio della fasatura.
Questo tipo di controllo generalmente non è necessario nel caso d'utilizzo di componentistica di serie nuova o a ridotto utilizzo, per via delle punzonature o segni presenti sui vari organi della distribuzione, che permettono la messa in fase in pochi attimi e della nessuna o limitata usura del componente.
Le fasature d'aspirazione e di scarico non sono simmetriche. Quindi per ogni apertura e chiusura di una valvola va specificato, oltre al punto morto, anche se l'azionamento deve avvenire prima o dopo (Valvole d'aspirazione: apertura 36° PPMS, chiusura 70° DPMI; Valvole di scarico: apertura 64° PPMI, chiusura 28° DPMS), in genere per l'aspirazione si ha un anticipo nell'apertura tra 5° e 25°, mentre la chiusura è in ritardo tra 35° e 75°, per quanto riguarda le valvole di scarico si ha un anticipo tra 35° e 65°, mentre la chiusura è in ritardo tra 5° e 30°.